# El ansia (película)
El ansia (en inglés The Hunger) es una película de terror británica de 1983, dirigida por Tony Scott y protagonizada por David Bowie, Catherine Deneuve y Susan Sarandon, basada en la novela homónima de Whitley Strieber.
La cinta relata sobre la hermosa vampiresa Miriam Blaylock que toma amantes humanos y los transforma en otros vampiros, aunque la potencia de su sangre se debilita con el tiempo y terminan consumiéndose y envejeciendo con el paso del tiempo.

## Argumento
Miriam Blaylock colecciona no sólo arte del Renacimiento y colgantes del Antiguo Egipto sino, sobre todo, amantes y almas. Moderna y elegante, Miriam es una vampiresa  residente en Manhattan, bendecida con la belleza y maldecida con su sed de sangre. John es su fiel compañero y marido. En el amor, en la vida, en la nostalgia, son inseparables. Pero cuando John empieza a envejecer repentinamente y tiene que recurrir a una especialista en geriatría en busca de ayuda, Miriam fijará sus ojos en ella como sustituta de John.

## Reparto
- David Bowie es John Blaylock.
- Catherine Deneuve es Miriam Blaylock.
- Susan Sarandon es la doctora Sarah Roberts.
- Cliff De Young es Tom Haver.
- Beth Ehlers es Alice Cavender.
- Dan Hedaya es el teniente Allegrezza.
- Suzanne Bertish es Phyllis.
- James Aubrey es Ron.
- Ann Magnuson es la mujer joven de la discoteca.
- Shane Rimmer es Jelinek.
- Bessie Love es Lillybelle.
- John Pankow es el operador de teléfono de la sala de juventud # 1.
- Willem Dafoe es el operador de teléfono de la sala de juventud # 2.
- Bauhaus es el grupo musical que toca en la discoteca.
- Sophie Ward es la chica en la casa de Londres.
- Philip Sayer es el chico en la casa de Londres.

## Recepción
El ansia no fue especialmente bien recibida en su lanzamiento inicial, y fue atacada por muchos críticos por la atmósfera pesada y las imágenes, el ritmo y la trama lentos. Por ejemplo, Roger Ebert, del Chicago Sun-Times, la describió como "una película de vampiros angustiosamente mala". Camille Paglia escribe que es casi una obra maestra del "género clásico del cine de vampiros", pero que está "arruinada por errores horrendos, como cuando Catherine Deneuve gatea a cuatro patas, babeando sobre una persona cuya garganta ha sido cercenada". Elaine Showalter la describe como una "película de vampiros post-modernista" que "arroja vampirismo en términos bisexuales, basándose en la tradición de la vampiresa lesbiana... contemporánea y elegante, que también es inquietante en su sugerencia de que los hombres y las mujeres en la década de 1980 tienen los mismos deseos, los mismos apetitos y las mismas necesidades de poder, dinero y sexo".
Sin embargo, la película pronto encontró un grupo de seguidores que le rindieron culto, en respuesta a su atmósfera oscura y glamourosa. La canción de Bauhaus Bela Lugosi's Dead suena en los créditos  de introducción y al principio. La película es popular entre algunos segmentos de la subcultura gótica que inspiró una serie de televisión de breve duración del mismo nombre.

## Banda sonora

### Lista de canciones
1. Bela Lugosi is Dead - Bauhaus
2. Dôme épais le jasmin (de la ópera Lakmé) - Léo Delibes
3. Miserere - Gregorio Allegri
4. Trío no. 2 en mi bemol op. 100 - Franz Schubert
5. Suite no. 1 para violonchelo solo en sol mayor. Preludio - Johann Sebastian Bach
6. Partita no. 3 en sol mayor 'Gavotte en Rondeau' - Johann Sebastian Bach
7. Acto I, escena 2: Dueto Viens Mallika... Dôme épais le jasmin - (de la ópera Lakmé) - Léo Delibes
8. Trío para piano no. 1 en do - Edouard Lalo
9. Sonata para pianoforte en si bemol mayor. Andante sostenuto (2º tempo) - Franz Schubert
10. Le Gibet de Gaspard de la Nuit - Maurice Ravel
11. Funtime - Iggy Pop (con David Bowie)
12. Nightclubbing - Iggy Pop

### Temas adicionales de la banda sonora
Música original de Michel Rubini y Denny Jaeger:
1. Beach House (Rubini/Jaeger): Solo vocal: Stefany Spruill
2. Waiting Room / Flashbacks (Rubini/Jaeger)
3. Sarah's Panic (Rubini/Jaeger)
4. The Arisen (Rubini/Jaeger)
5. Sarah's Transformation (Rubini/Jaeger)
6. The Final Death (Rubini/Jaeger)